# ناحیه زانکت پولتن-لاند
ناحیه زانکت پولتن-لاند (به آلمانی: Bezirk Sankt Pölten-Land) یک ناحیه در اتریش است که در نیدراسترایش واقع شده‌است. ناحیه زانکت پولتن-لاند ۱۲۸٬۹۹۹ نفر جمعیت دارد.